# Greuville
Greuville är en kommun i departementet Seine-Maritime i regionen Normandie i norra Frankrike. Kommunen ligger i kantonen Bacqueville-en-Caux som tillhör arrondissementet Dieppe. År 2022 hade Greuville 374 invånare.

## Befolkningsutveckling
Antalet invånare i kommunen Greuville
| Referens: INSEE |